# Negage
Negage é uma cidade e município angolano da província do Uíge.
Em 2014 possuía 92950 habitantes.
O município é constituído pela comuna-sede, correspondente à cidade de Negage, e pelas comunas de Dimuca e Quisseque.

## Geografia
O município do Negage também regista o nascimento de importantes bacias hidrográficas na região do Cazanga, como as dos rios Dange e Lucala (esta na verdade uma sub-bacia da bacia do Cuanza). A cidade do Negage é atravessada por um rio de fraco curso longitudinalmente a leste da mesma, o rio Cáua.

## História
Na influência da ocupação neerlandesa de Angola, em 1641, a rainha Ana de Sousa Ginga, monarca do Reino Unido Dongo-Matamba, estabelece acordo militar com os neerlandeses, constituíndo um exército poderoso com a aliança militar também com os reinos do Congo e Cassange, que permite a Matamba uma impressionante expansão territorial de Malanje em direção aos atuais Uíge, Cuanza Norte e Bengo. Este período coincide com o ímpeto da rainha Ana de Sousa Ginga em fixar capital em Sengas de Cavanga (nas proximidades de Negage), para fazer frente ao posto lusitano do Forte de Ambaca, em Camabatela.
Este período de grande expansionismo territorial matambense foi parado pelas forças portuguesas em 1646, quando conseguiram arrasar a capital Sengas de Cavanga, fazendo Matamba retroceder para o território de Malanje, com a capital voltando para Santa Maria do Calaquesse (em terras de Cunda-Dia-Baze).
Em 1961 a região de Negage estava sob domínio da FNLA, no contexto da Guerra de Independência de Angola, com a cidade sendo recuperada no mesmo ano por Portugal. Tornou-se, até 1975, sede do Aeródromo-Base nº 3, da Força Aérea Portuguesa.

## Economia
Parte do cinturão agrícola da província uigina, o Negage detém um papel muito importante no setor, graças ao seu solo arável e produtivo a qualquer cultura, sendo mais utilizado no cultivo do café. Existe também a produção de mandioca, milho, feijão, batata doce, banana, ginguba.
Na pecuária, há uma considerável criação de animais para corte e leite, além de uma relevante massa financeira vinda da pesca artesanal.
Um dos principais pólos industriais da província do Uíge, o Negage recebeu uma zona industrial qualificada, com plantas metalúrgicas, farmacêuticas, cerâmicas, de movelaria, moagem e ensacamento de café, etc.; no município há uma fábrica de envasamento água mineral, denominada Cesse.

## Infraestrutura

### Transportes
O Negage é ligado ao restante do território nacional pela rodovia EN-140, que a conecta ao Camabatela, ao sul, e; ao Bungo, ao norte. Já pela EN-220 é conectada ao Uíge, ao oeste, e; ao Puri, ao leste.
A cidade também é servida pelo Aeroporto de Negage.

### Saúde
Tem um hospital com ambulatório e espaço para mais de 40 camas em quartos conjuntos, e dotado de habitações para clínicos, médicos e enfermeiros dentro do perímetro hospitalar.

### Assistência religiosa
O Negage tem uma missão de padres capuchinhos, com escola, centro de saúde e uma igreja datada da década de 1970. Todos os centros estão sob coordenação da Paróquia de São José Operário, vinculada à Diocese do Uíge.

### Desportos
Na cidade do Negage há dois campos de futebol localizados no bairro da Capopa.